# 볼보 FH
볼보 FH는 볼보트럭(영어: Volvo Trucks Corporation)에서 생산하는 대형 트럭 시리즈이다. 1993년 말에 볼보가 F로 이름 붙여진 캡오버 엔진 대형트럭 시리즈를 발표하고, FH12와 FH16으로 첫 시판되었으며, 2세대부터 FH 라인업이 구축되어 현재까지 생산되고 있다. FH는 Foward controlHigh entry이라는 뜻이며, 엔진의 배기량(12L, 16L)에 따라 숫자가 붙여진다.

## 1세대 (1993년~1998년)

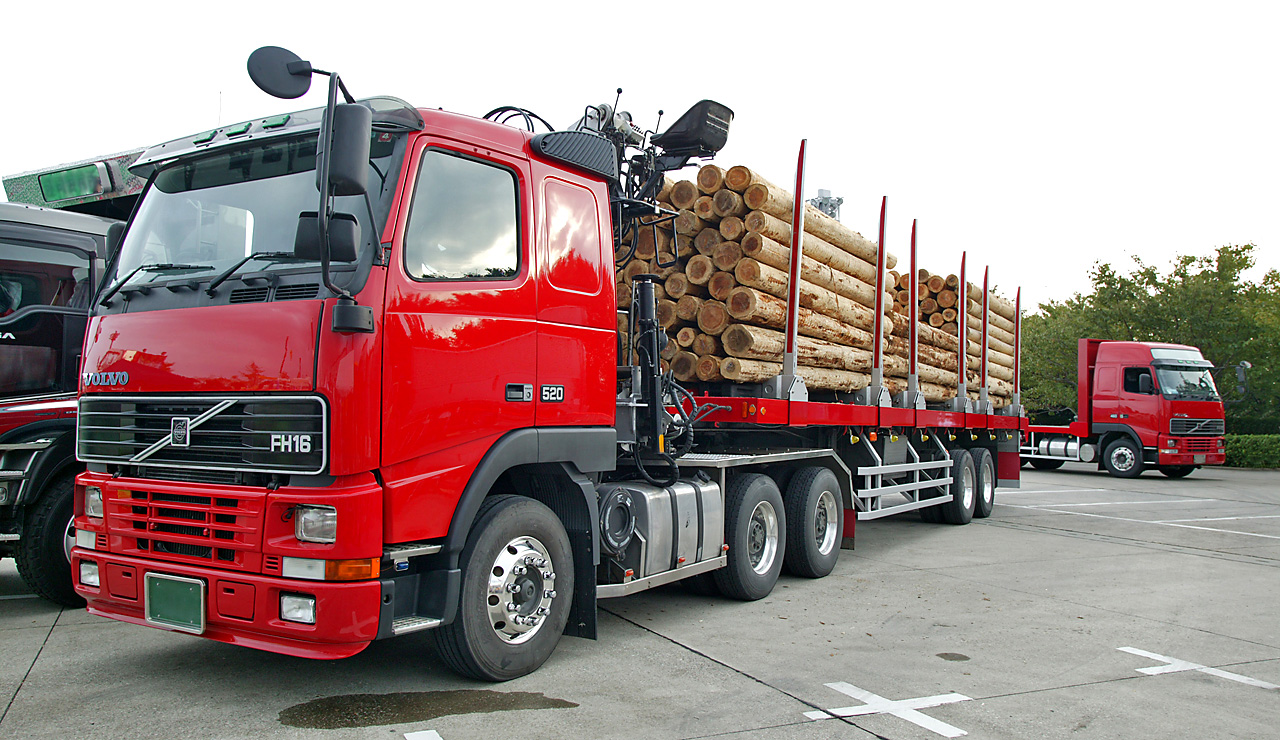
1세대 볼보 FH16 프라임 무버 정측면

같은 캡과 섀시를 공유하는 FH12, FH16 두 모델이 있었으며, FH12는 1994년 올해의 트럭 상을 수상했다.

### 버전 98 (1998년~2002년)

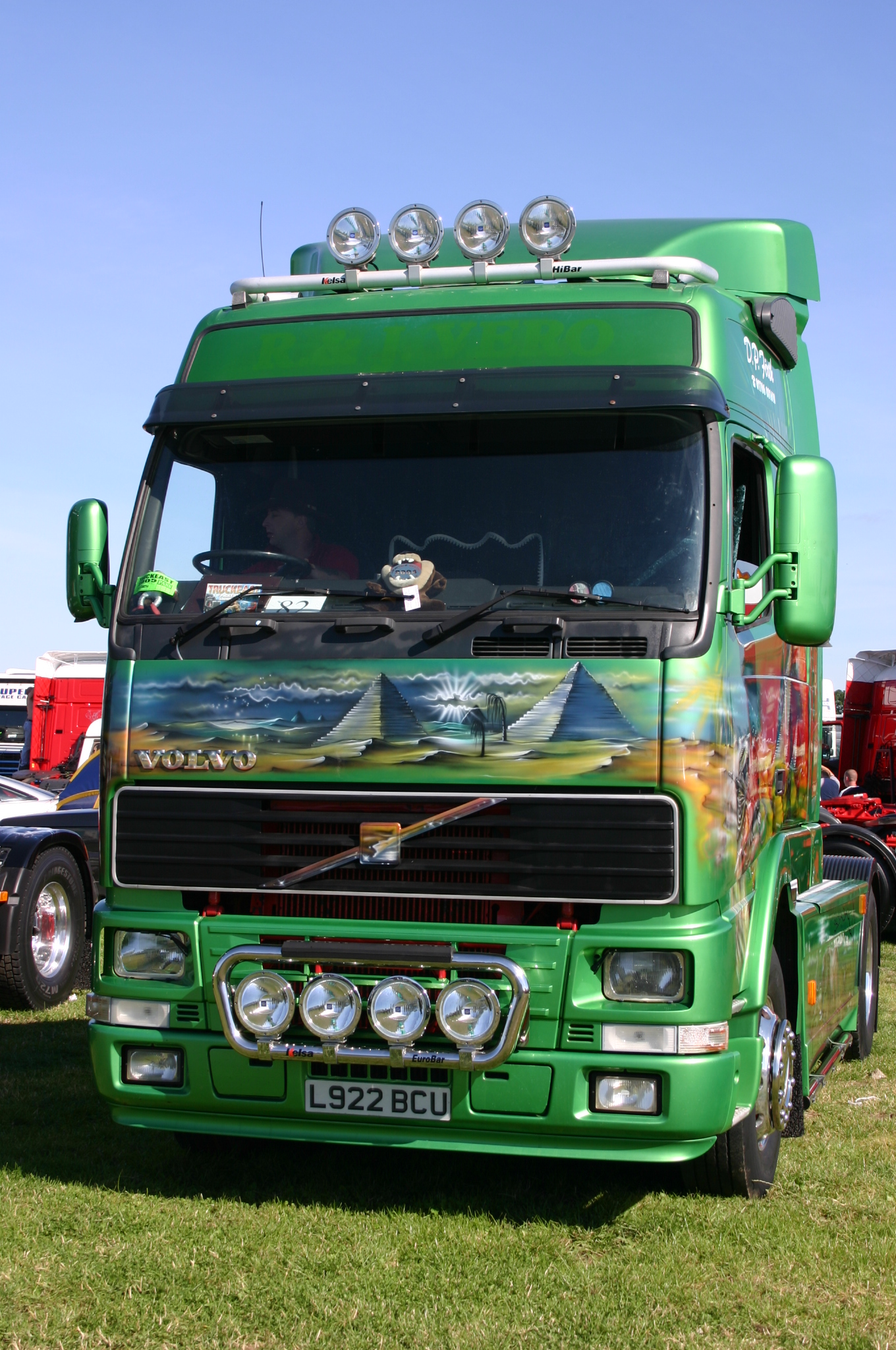
볼보 FH12 버전 98 정측면

1998년에 FM 시리즈가 출시됨과 함께, 캡의 마이너 체인지와 엔진과 기어박스의 업그레이드가 이루어졌다.

## 2세대 (2002년~현재)

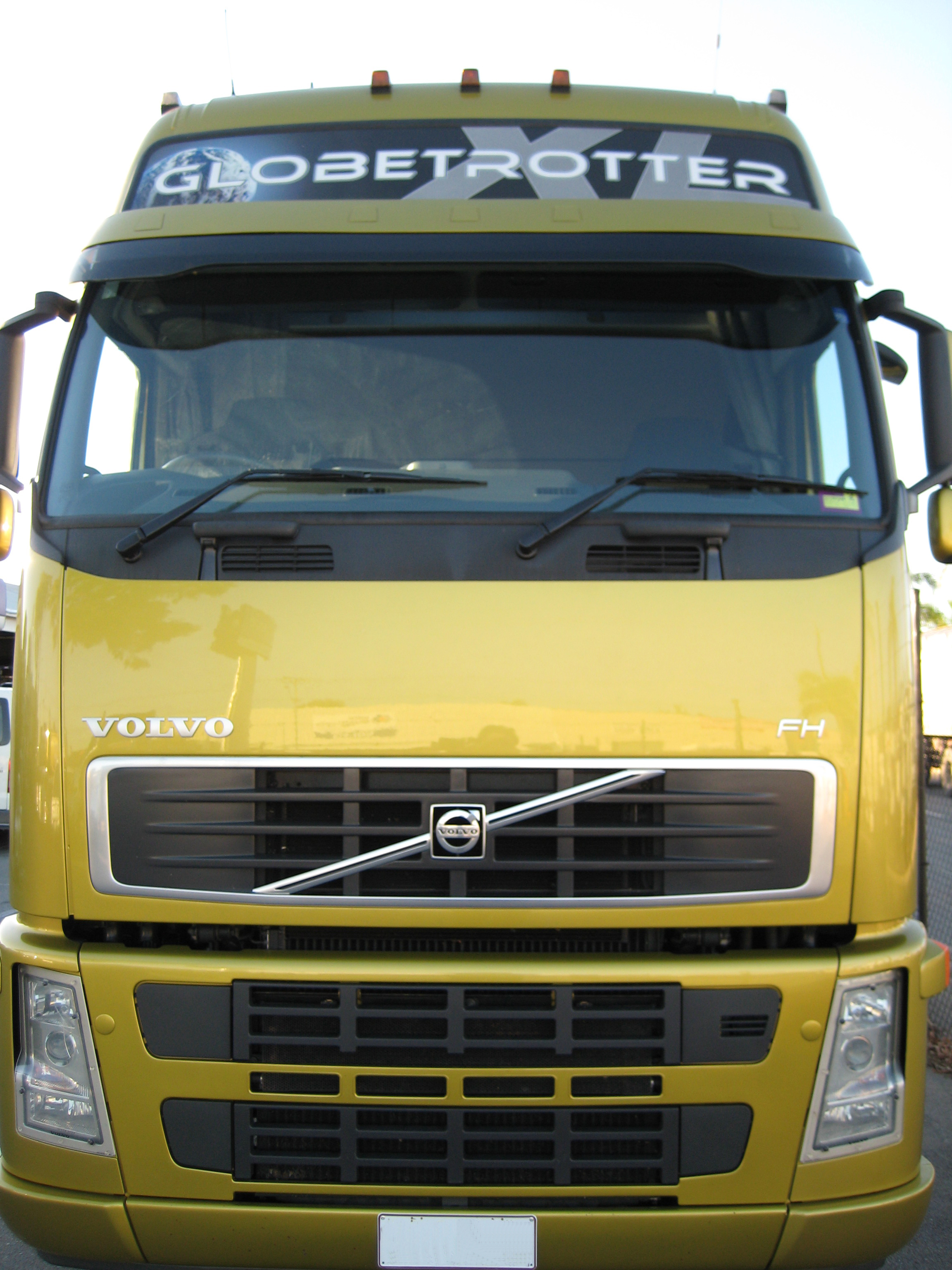
2세대 볼보 FH 정면

2001년에, 파워트레인과 캡이 풀 모델 체인지된 FH와 FM 시리즈가 발표되었다. 6억 유로의 개발 비용이 소모되었으며, 이 페이스리프트에는 공기역학에 맞춰 완전히 재디자인된 캡, 새로운 자동변속기(I-Shift)와 전력 시스템, 엔진 성능 개선 등이 포함되어 있다.

### FH16 인텔리전트 파워

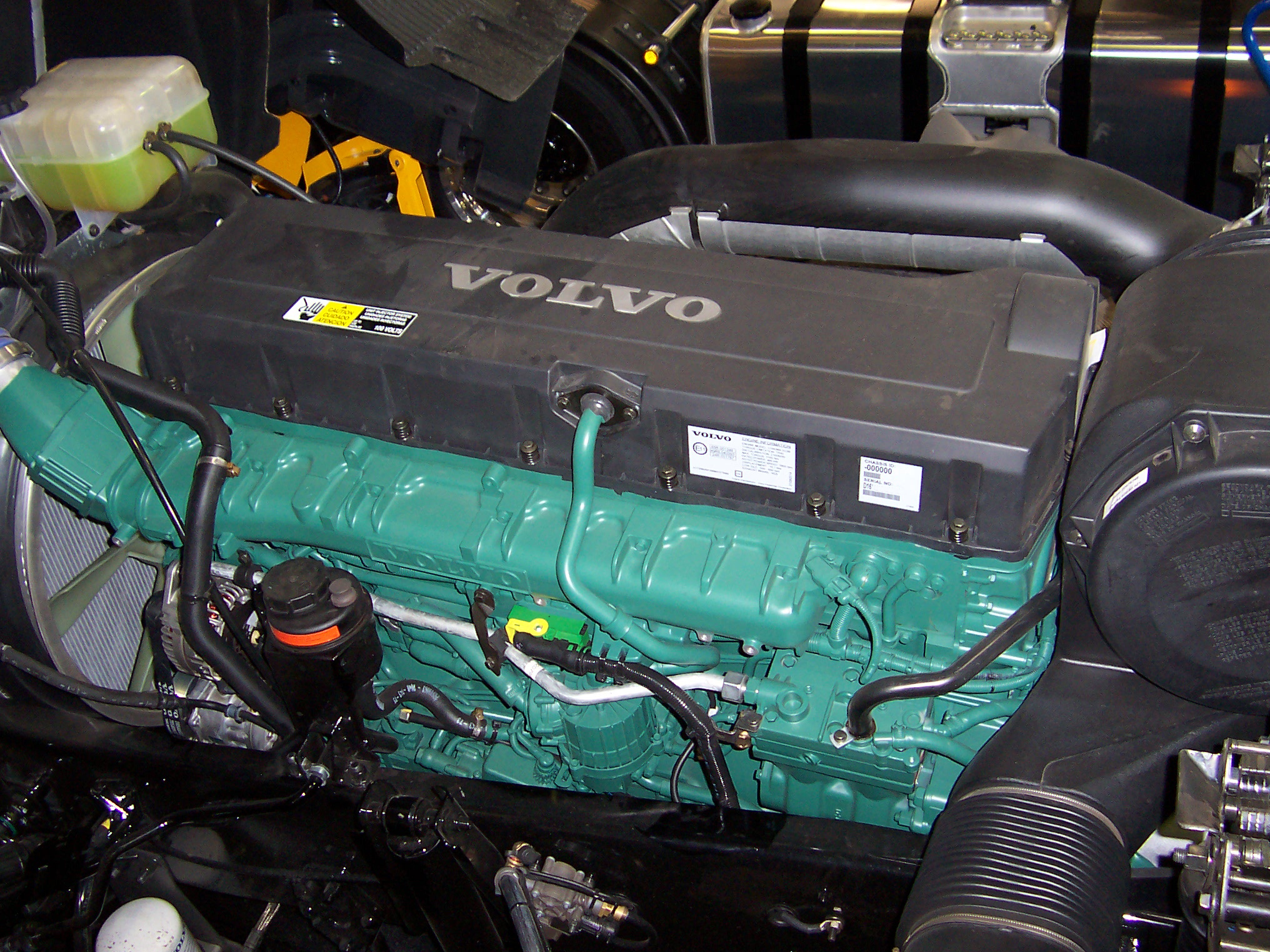
D16E 엔진.

2003년에, 새로운 16리터 엔진의 출시가 2년간 미뤄진 끝에FH16 인텔리전트 파워 버전이 발매되었다. 여기에 탑재된 D16C 엔진은 550마력과 610마력의 두 가지 버전이 존재했다. 엔진의 플라이휠에 장착된 타이밍 기어에 의한 엔진 주변의 공기 흐름이 개선되었고, 엔진 밸브의 작동과 연료 분사가 향상되었으며, 엔진 소음이 더욱 감소되었다. 2005년에는 D16C 엔진의 마력이 660마력으로 향상되었다. D16E 엔진은 SCR(선택적 환원촉매 장치)이 장착된 580마력, 640마력, 700마력 세 가지가 존재했다.

### 2005년~2008년

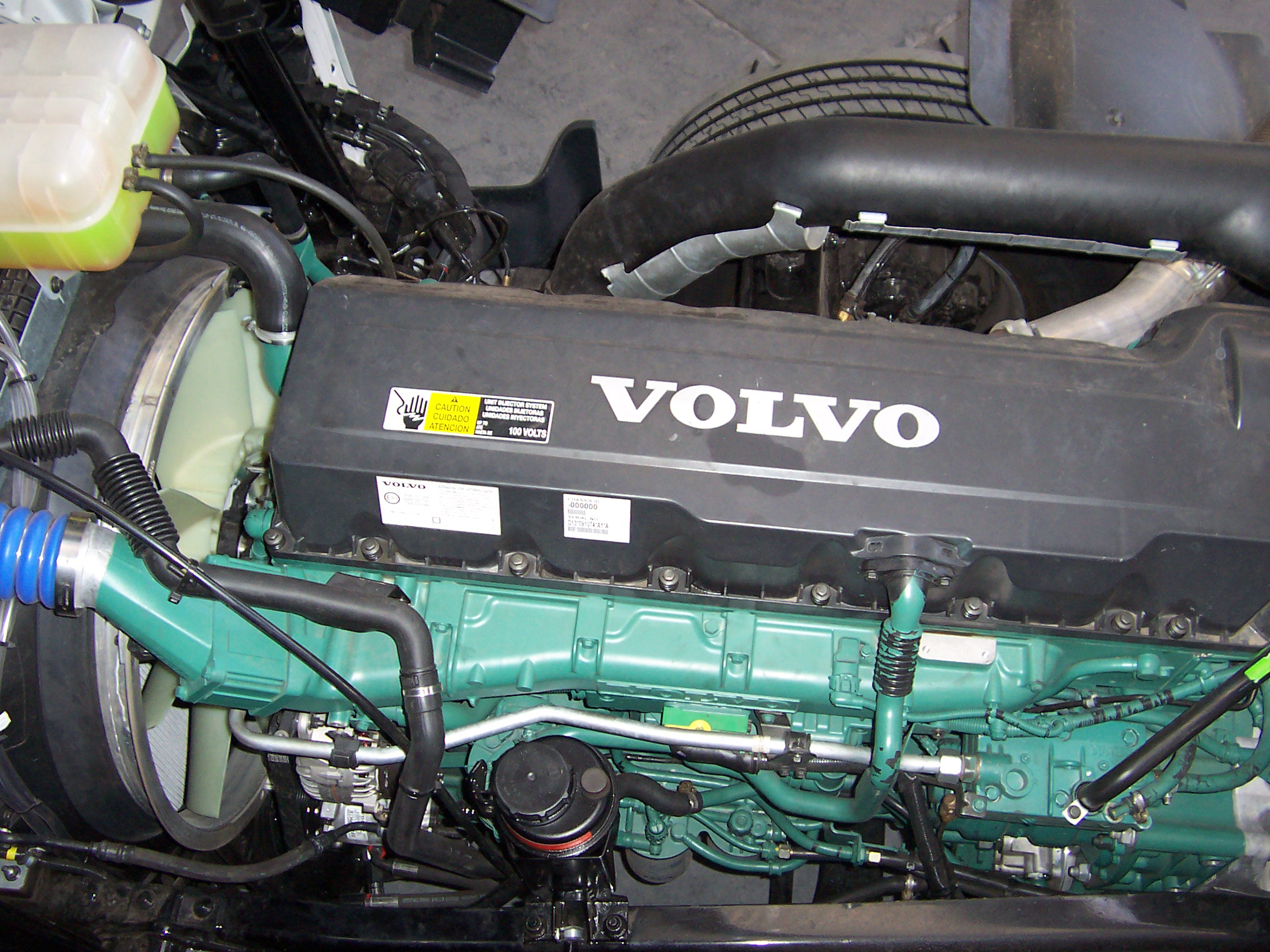
D13A 엔진.

2005년에 새로운 13리터(D13A) 엔진이 발표되었으며, D13A 엔진에는 밀폐식 크랭크식 환기 기능과 델파이의 새로운 타입의 유닛 인젝터가 포함되어 있다. 이 시점부터 모델의 네이밍 방식에서 FH 글자 뒤의 배기량 숫자가 삭제되었다. 그리고 SCR이 장착된 D13A 엔진도 함께 발표되었으며, 360마력, 400마력, 440마력, 480마력의 네 가지 버전이 존재했다.
2007년에 EGR(배기가스 재순환 장치)과 VGT 터보차저가 탑재된 D13B 엔진이 발표되었으며, 360마력, 400마력, 440마력, 500마력의 네 가지 버전이 존재했다. 또한, 500마력을 제외한 모든 세 가지 엔진 라인업은 볼보 FM 시리즈와 공유되었다.

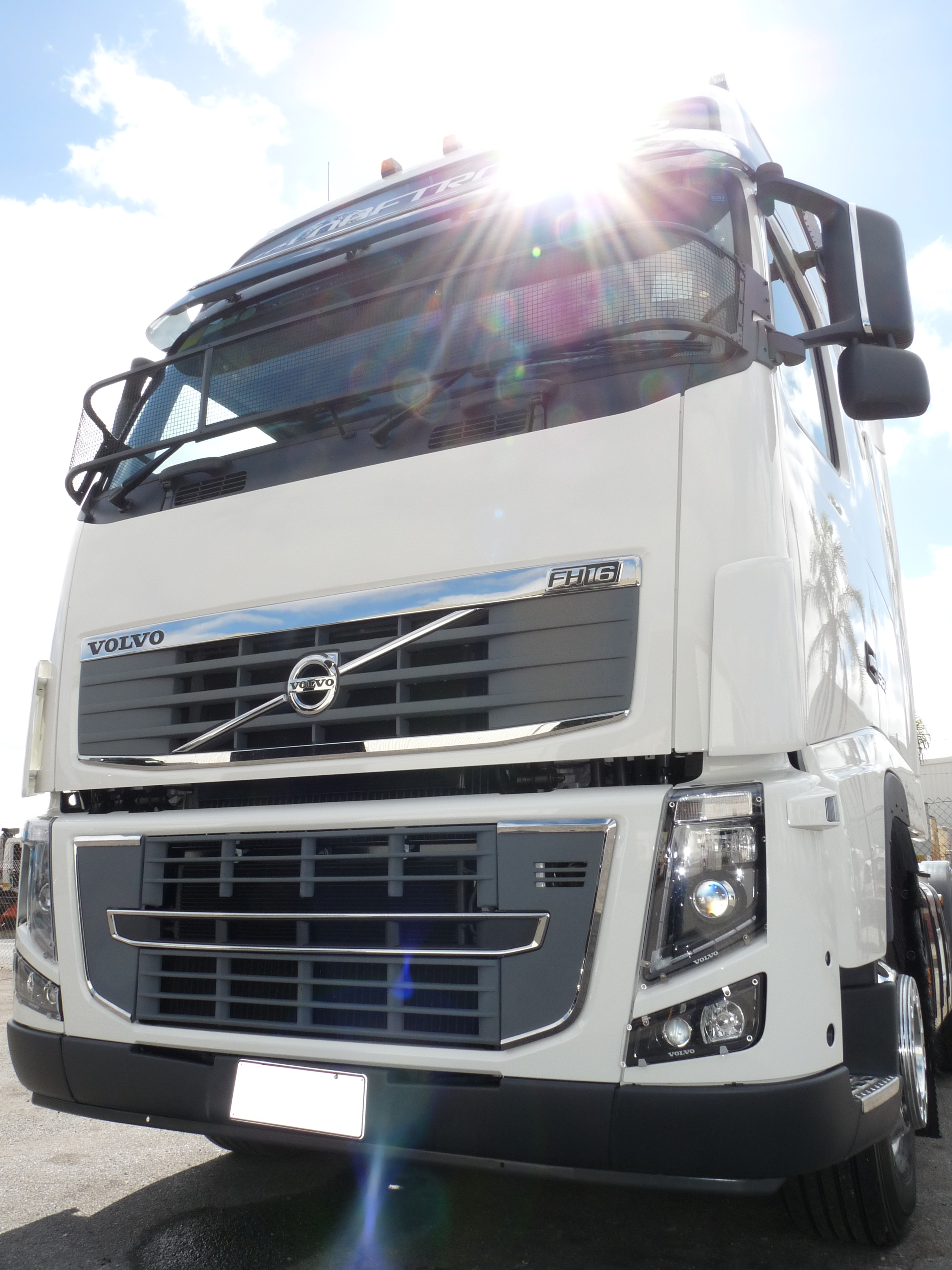
FH16 Mk.II 정면

### FH/FH16 Mk.II (2008년~현재)
2008년 8월에 페이스리프트된 FH 시리즈가 발표되었다. 이 페이스리프트에는 비 센서에 의한 윈드스크린 와이퍼, 개선된 적응식 전조등 시스템, USB/MP3/AUX 오디오, 재디자인된 그릴, 스텝, 썬 바이저, 개선된 콤비네이션 헤드램프 등이 포함되어 있다. 또한, 앞 차량과의 거리를 감지하여 자동으로 안전 거리를 유지하는 가변 정속 주행장치(ACC), 주행 중인 차선을 지속적으로 감시하여, 주행 라인이 불규칙할 경우 경고음과 메시지로 운전자의 주의를 환기시키는 운전자 경보 지원 시스템(DAS), 운전자가 차선을 이탈한 경우 경고하는 차선 이탈 경보장치(LKS), 운전자가 차선을 변경할 경우 사각지대를 감시하여 장애물(다른 차량)이 있을 경우 경고하는 차선 변경 지원 시스템(LCS)가 추가되었다.
2009년에는 최고출력이 700마력으로, 2011년에는 750마력으로 향상된 새 D16G 엔진이 출시되었다. 볼보트럭의 최초 16리터 엔진 개발 25주년에 맞춰 2012년부터 새 D16 엔진이 탑재된 FH16 750의 시판이 시작되었다. 2012년에 3세대 볼보 FH 시리즈가 출시된 후에도 일부 국가 수출용에 한해 병행하여 생산 중이며 대한민국에서는 2010년 9월 8일에 볼보 FH16 700마력이 출시되었다.

## 3세대 (2012년~현재)
2012년 9월에, 새로운 유로 6 기준을 충족하는 D13K 엔진, 새로운 캡 디자인과 그 외의 전면적인 기술적 업그레이드가 이루어진 3세대 FH 시리즈가 출시되었다. 유로 6 버전의 D13K 엔진이 먼저 출시되었으며, 그 후 유로 6 버전의 D16K 엔진이 2014년 4월 1일에 출시되었다.
대한민국을 포함한 아시아 지역에서는 2014년 5월 12일에 대한민국에서 새로운 볼보 FH, 볼보 FM, 볼보 FMX 모델 3종을 동시에 공개하며 판매를 개시했다. 다만 이 때는 이전의 유로 5 엔진을 탑재하여 출시되었으며, 이후 2015년 5월 3일 유로 6 엔진을 탑재한 모델 라인업을 공개했고 D16K 엔진을 탑재한 FH16 750마력도 함께 출시되었다.

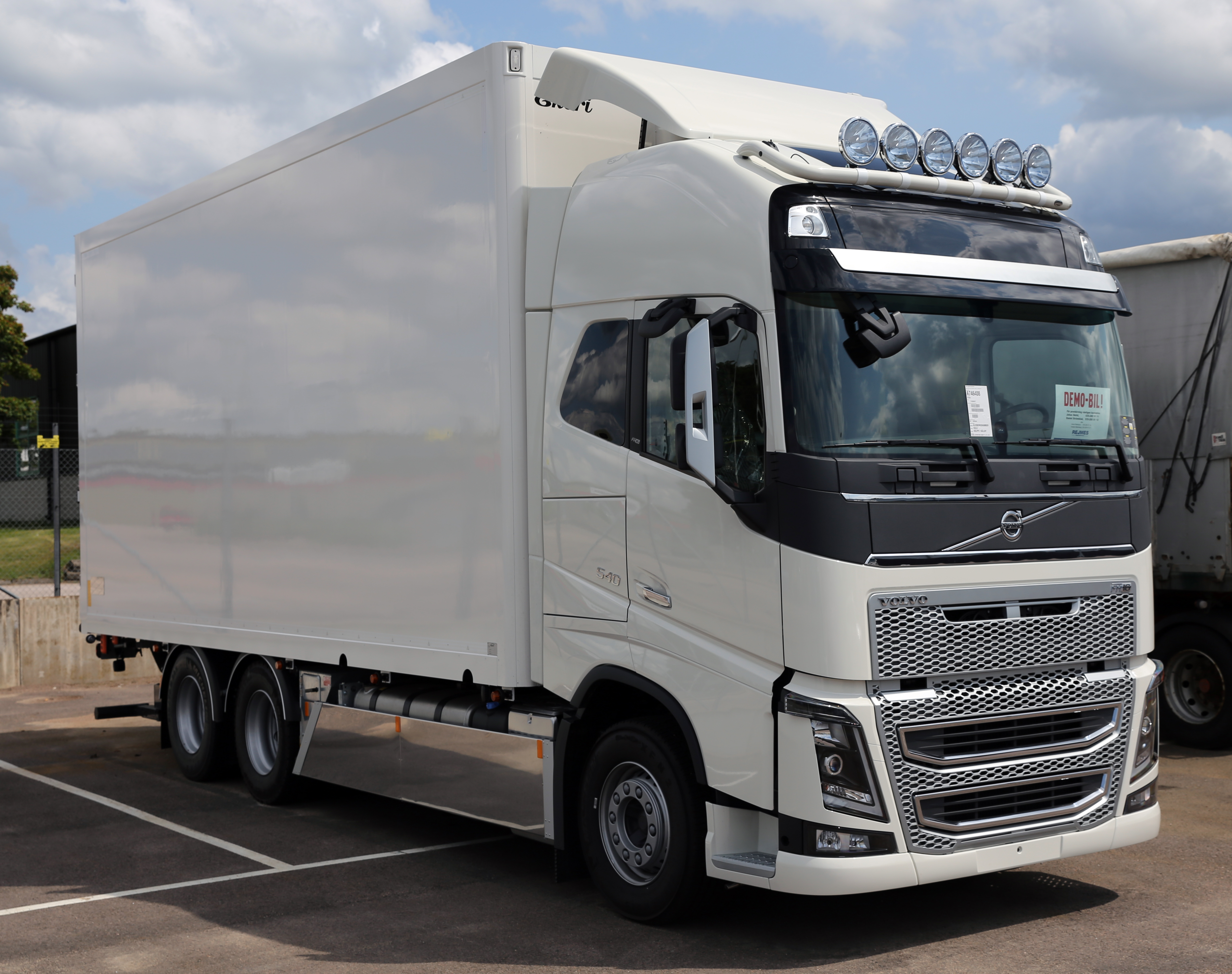
3세대 볼보 FH16 540 정측면.